# Округ Клауд (Канзас)
Округ Клауд (енгл. Cloud County) је округ у америчкој савезној држави Канзас. По попису из 2010. године број становника је 9.533. Седиште округа је град Конкордија.

## Демографија
Према попису становништва из 2010. у округу је живело 9.533 становника, што је 735 (7,2%) становника мање него 2000. године.
| Група             | 2000.          | 2010.         |
| Белци             | 10.058 (98,0%) | 9.035 (94,8%) |
| Афроамериканци    | 35 (0,3%)      | 51 (0,5%)     |
| Азијати           | 26 (0,3%)      | 20 (0,2%)     |
| Хиспаноамериканци | 62 (0,6%)      | 283 (3,0%)    |
| Укупно            | 10.268         | 9.533         |